# تشارلز بيدوكس
تشارلز يوجين بيدوكس (بالفرنسية: Charles Bedaux)‏ (10 أكتوبر 1886 - 18 فبراير 1944) مليونير فرنسي أمريكي، خصص ثروته لتطوير وتنفيذ جانب قياس العمل في الإدارة العلمية، وخاصةً نظام بيدوكس. يُعتبر بيدوكس أحد أكثر المليونيرات غريبي الأطوار في أوائل القرن العشرين، كان صديقًا للعائلة المالكة البريطانية والنازيين على حد سواء ومستشارًا إداريًا وصيادًا للحيوانات الكبيرة ومستكشفًا.

## سنواته المبكرة
وُلد تشارلز بيدوكس في بلدية شارنتون-لو-بونت بباريس، فرنسا. يُعرف القليل عن حياته المبكرة، لكن أكد شقيقه غاستون لاحقًا في عام 1903، على تسرب تشارلز من مدرسة جان بابتيست ساي في باريس حيث كان يدرس الهندسة.
عمل تشارلز في سلسلة من الوظائف الوضيعة قبل مصادقة هنري ليدوكس، قواد ناجح للبغايا من منطقة بيغال سيئة السمعة. أعطى ليدوكس الغامض دروسًا على ما يبدو لبيدوكس في اللباس المناسب والثقة وقتال الشوارع، لكنه قُتل في عام 1906.
أكدت المصادر صحة انتقال تشارلز إلى الولايات المتحدة في عام 1906، حيث أصبح مواطنًا أمريكيًا، متزوجًا ويعول ابنًا يُدعى تشارلز إميل بيدوكس (1909 – 1993). ادعى لاحقًا في المقابلات اضطراره إلى العمل كمنظف أواني في أحد المطاعم وعاملًا في مصنع نيوجيرسي للمنسوجات في هوبوكين.

## بيدوكس بي
يُعد بيدوكس أحد المساهمين الرواد في مجال قياس العمل أو قياس العمالة، وهو أحد تأثيرات حركة الإدارة العلمية. أثر كتاب »إدارة المتاجر« لـ فريدريك وينسلو تايلور في بيدوكس بقوة، خاصةً ممارسات دراسة الوقت لتايلور وكتابات تشارلز إدوارد كنيبل عن التخطيط والتوجيه الصناعي.
قدم بيدوكس مفهوم تقدير القيمة بناءً على هؤلاء المؤلفين، ما أدى إلى تحسينات في مقارنة الموظفين والكفاءة الإدارية. أطلق بيدوكس على هذا المفهوم اسم» نظام بيدوكس لقياس القوة البشرية«. السمة المميزة لنظام بيدوكس -والتي جعلته يتفوق على هؤلاء الممارسين للإدارة العلمية السابقة- استخدامه لـ وحدة بيدوكس أو بي، وهي وحدة قياس عالمية لجميع الأعمال اليدوية.
حاكى بيودكس أيضًا فرانك جيلبريث عن طريق تقديم دراسة حركية لجهاز عرض يُدعى «كوداسكوب» والذي ذاع صيته مع عميل بيدوكس المبكر، كوداك.

## الاستشارات الإدارية
اختلط بيدوكس بأحد أعضاء دائرة تايلور، هارينجتون إيمرسون، استشاري شركة إيمرسون للخدمات الاستشارية، نافس بيدوكس في قطاعات هندسية إضافية. وأسس شركة استشارية في كليفلاند عام 1916، أطلق عليها اسم »شركة تشارلز يوجين بيدوكس«.
كان العملاء الأمريكيون الأوائلَ في قطاعات تجميع الأثاث والمطاط في غراند رابيدز، ميشيغان. كان شعار شركته الاستشارية هو »بيدوكس لقياس العمالة«، وتضمن رمزها شكل الساعة الرملية.
تُعد شركة بيدوكس الاستشارية إحدى الشركات الأولى من نوعها، والتي أتاح نجاحها خلال عقد من الزمن إنشاء سلسلة من الشركات الاستشارية في جميع أنحاء الولايات المتحدة وأوروبا، وأخيرًا في جميع أنحاء أفريقيا والهند وأستراليا والشرق الأوسط، تُديرها الشركة الأم، بيدوكس العالمية.
شملت القائمة الرئيسية لعملاء بيدوكس: شركة دو بونت وشركة الصناعات الكيميائية الإمبراطورية وشركة النفط الأنجلو فارسية (سُميت بي بي لاحقًا) وفيات وكامبلز.

## مقاومة العمالة
أُدخل نظام بيدوكس إلى كامبلز في عام 1927، حيث كانت معايير بي »سببًا في غالبية المعارك في قاعات المتاجر بين الإدارة والعمالة« لسنوات. دعمت جمعية تايلور عمال النسيج الجنوبيين في إضرابهم ضد نظام بيدوكس عام 1929، بسبب اعتقاد العمال أنه أسوأ من »نظام ساعة إيقاف تايلور« القديم. كانت هناك أيضًا سلسلة طويلة من النزاعات العمالية المتعلقة ببيدوكس والحشد الموالي للخشابين والحطابين (4 إل) العاملين في صناعة الأخشاب شمال غرب الولايات المتحدة من عام 1931 – 1935.
واجهت بيدوكس البريطانية العديد من القضايا العمالية: إضراب ضد نظام بيدوكس في شركة روفر في كوفنتري، عام 1929. أضربت النساء العاملات ضد إدخال نظام بيدوكس في ولسي، ليستر شتاء عام 1931 - 1932. إضافةً إلى ذلك، أدى إدخال نظام بيدوكس في ريتشارد جونسون ونفيو في مانشستر عام 1934 إلى إضراب استمر لشهور عديدة. اضطر اتحاد عمال تشكيل المعادن في هذه الحالة إلى تحويل رؤسائهم للمحاكمة احتجاجًا على نظام بيدوكس ولكنهم خسروا القضية في النهاية.
كانت إحدى تعاقدات بيدوكس الرئيسية في إيطاليا مع مصنع فيات في تورينو، لمؤسسها جيوفاني أجنيلي وهو أيضًا رئيس شركة بيدوكس الإيطالية. أصبحت التدخلات الإدارية مشهورة لاحقًا من قبل مؤسس الحزب الشيوعي الإيطالي، أنطونيو غرامشي، والذي حللت دفاترُ ملاحظاته في السجن نتائجَ منهج تايلور في المصانع. واجه نظام بيدوكس أيضًا مقاومة في مناجم بيرتوسولا في سردينيا.

## الدوق والدوقة وندسور
اشترى بيدوكس قصر شاتو دي كاندي في فرنسا في القرن السادس عشر، وعاش هناك مع زوجته الأمريكية الثانية، فيرن لومبارد (1892 - 1972)، وابنة المحامي جيمس لومبارد من غراند رابيدز، ميشيغان. اشترى الزوجان القصر في عام 1927 وأعادوا تجديده، انتهت التجديدات بالكامل في عام 1930.
استضاف تشارلز وفيرن بيدوكس حفل زفاف واليس وورفيلد والأمير إدوارد، دوق وندسور في القصر في 3 يونيو 1937. رتب بيدوكس بعد ذلك شهر عسل للزوجين في ألمانيا النازية، حيث قابلا الزعيم، أدولف هتلر شخصيًا.

## بيدوكس في الثقافة الشعبية
كان التصور الأكثر شهرة عن بيدوكس في ثقافة ما بين الحربين العالميين أنه مخترع معتوه كما في فيلم تشارلي تشابلن المعنون باسم »العصور الحديثة«، والذي يُقدم فيه «بيدوس» أو «بيلوس »«آلة تغذية» إلى رئيس تشابلن في العمل. يظهر عطل في الآلة بعد ذلك، ما يؤدي إلى سجن تشابلن وتعذيبه.
إضافة إلى ذلك، ظهر «حزام بيدوكس» في كتاب جورج أورويل المعنون باسم »داخل الحوت«، إلى جانب العناصر الأخرى والأشخاص، مثل: هتلر وستالين، إذ رأى أورويل أنها إشارة إلى الجانب المظلم من هذه الفترة.
ظهر اسم بيدوكس بعد وفاته في عام 1944، في رواية »حصاد التنين« لأبتون سنكلير الصادرة في عام 1945.
ظهر بيدوكس كخبير كفاءة فاشل في شركة راتيو، يُدعى »السيد بيدو« في كتاب »سرقة في مالايا« للروائي بيير بول (1951).

## نظريات المؤامرة
تحيط العديد من نظريات المؤامرة حول حياة بيدوكس وموته. يُوضع بيدوكس عادةً كحلقة وصل بين النخب البريطانية والنازية، الذين سهّلوا الأحداث المهمة في الحرب العالمية الثانية، مثل: سقوط فرنسا والقتل المزعوم لهينريش هيملر من قبل عملاء المخابرات البريطانية. تنبثق هذه القصص عن وسائل الإعلام المعاصرة المثيرة التي تابعت انتحار بيدوكس ونشرته بشكل جيد من المنشورات التي تلت إطلاق سراح ملفات بيدوكس من قبل مكتب التحقيقات الفدرالي في أوائل الثمانينيات. خضعت هذه الادعاءات إلى التحقيقات الأخيرة.
تفاقمت هذه القضية بين عامي 2005 و2008 عن طريق اكتشاف أن العناصر الرئيسية لثلاثية جدول أعمال مارتن ألين المخبئة مبنية على تسعة وعشرين تزويرًا موجودًا في الأرشيف الوطني للمملكة المتحدة. تكشف هذه الأوراق المزورة عن تورط بيدوكس صراحة في صفوف النخبة الألمانية النازية. أنكر آلين معرفته بالأوراق المزورة و»أشار إلى أنه ضحية مؤامرة«، وهو ما أظهره جزء من تحقيقات الشرطة في القضية.